# Ectias turqueti
Ectias turqueti is een pissebed uit de familie Janiridae. De wetenschappelijke naam van de soort is voor het eerst geldig gepubliceerd in 1906 door Richardson.